# Acacia erioloba
Acacia erioloba är ett träd inom akaciasläktet  i familjen ärtväxter.
Trädet förekommer i södra Afrika, framförallt i Namibia och Botswana. Dessutom lever arten i Angola, Sydafrika, Zambia, Zimbabwe och Israel.
Acacia erioloba klarar av väderförhållanden med 40 till 900 millimeter nederbörd per år och med temperaturer mellan 15 °C och 45 °C.
Trädet blir upp till 16 meter högt och dess krona når en diameter av 10 meter. Arten växer främst i flodbäddar och rötterna når upp till 60 meter ner till grundvattnet. På grenarna och kvistarna finns upp till 5 cm långa taggar. Acacia erioloba blommar mellan juli och november, främst i september. Trädets blomställning är en viktig födokälla för olika insekter. Frukten ser ut som en halvmåne och är den största hos afrikanska medlemmar i akaciasläktet. Varje hölje hyser 8 till 25 frön.
Trädets bark och naturgummi brukas av Afrikas befolkning som medicin och med dess frön bryggs en kaffeliknande dryck.

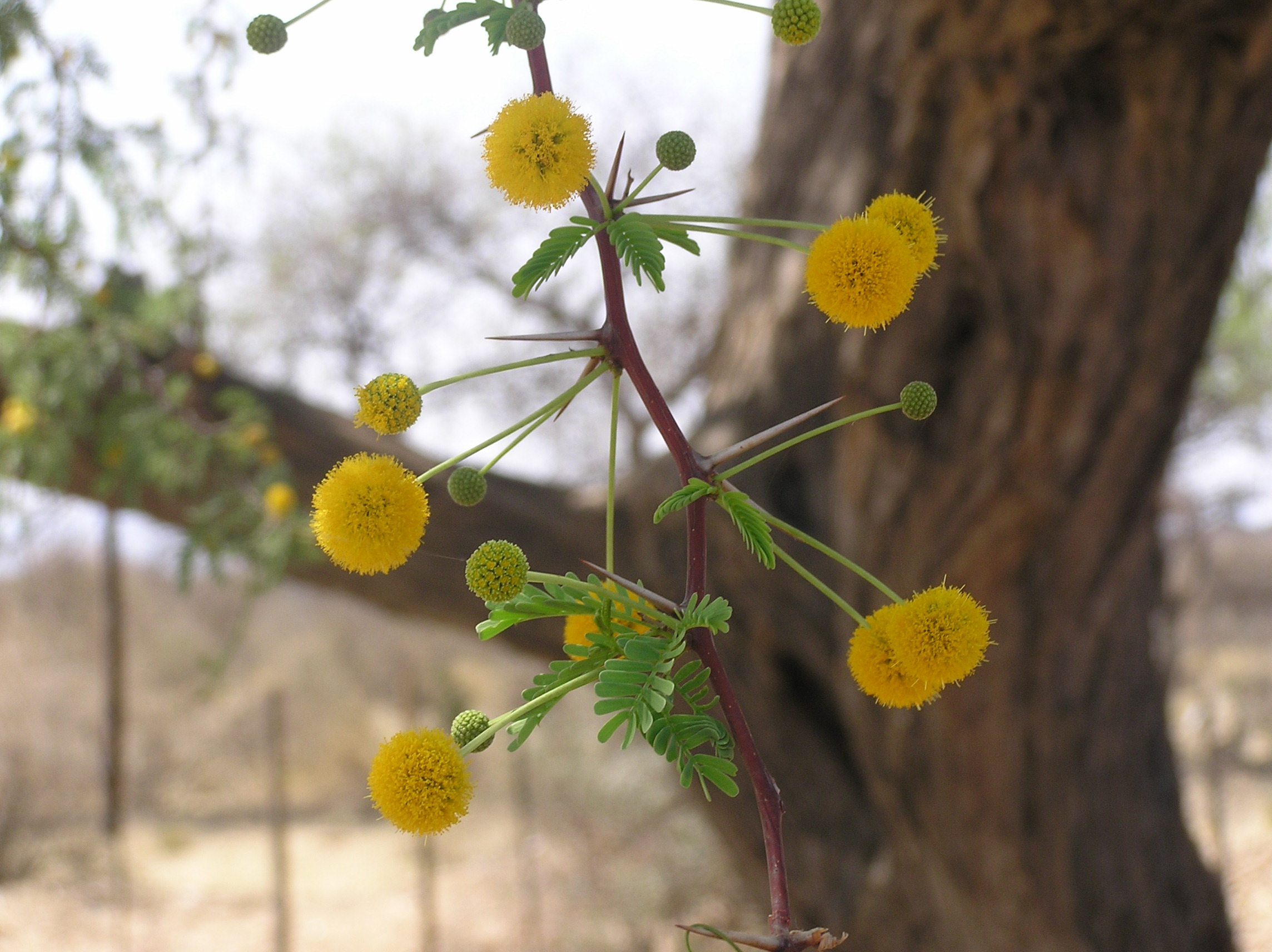
Blommor av Acacia erioloba
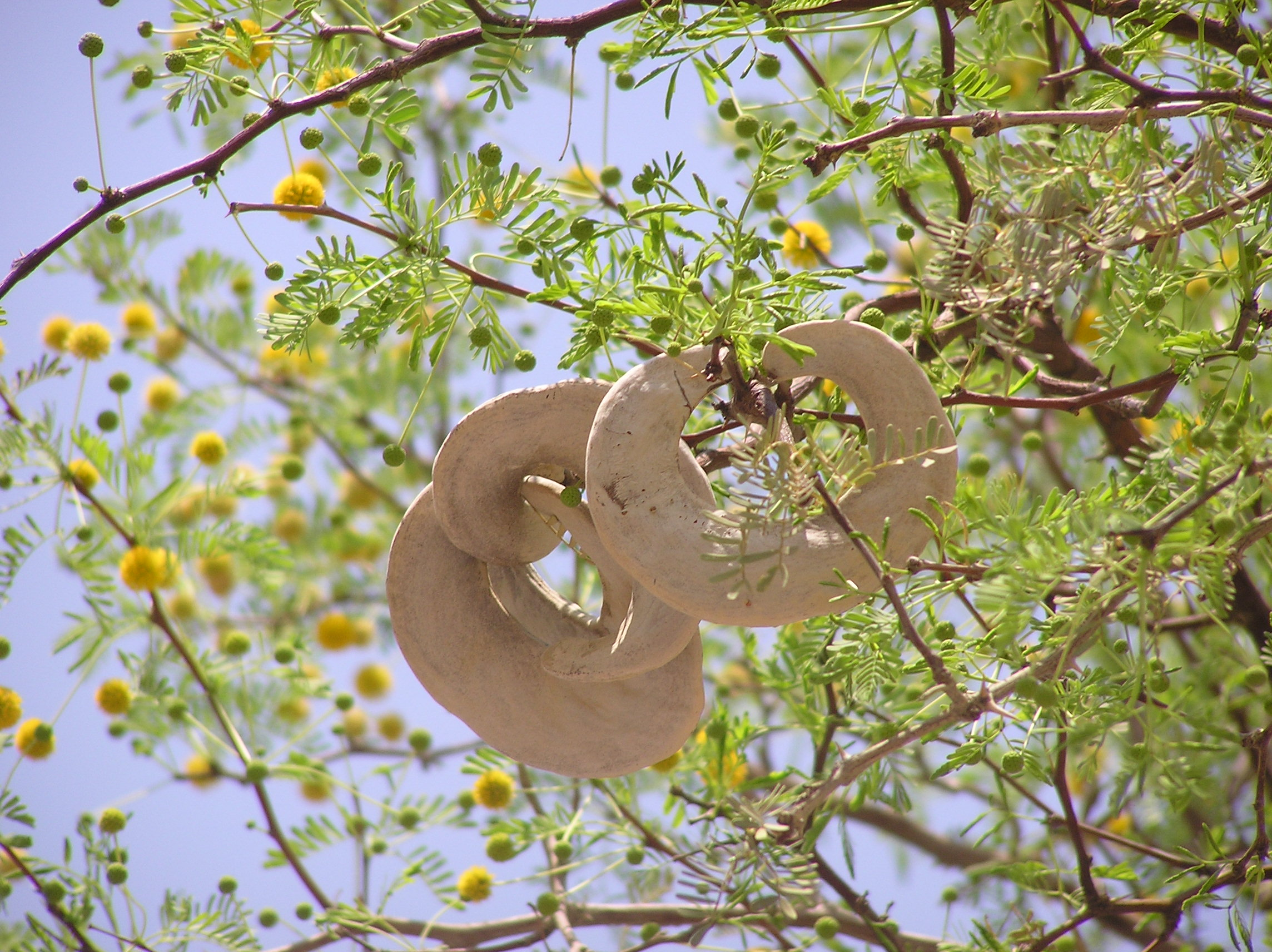
Frukter av Acacia erioloba
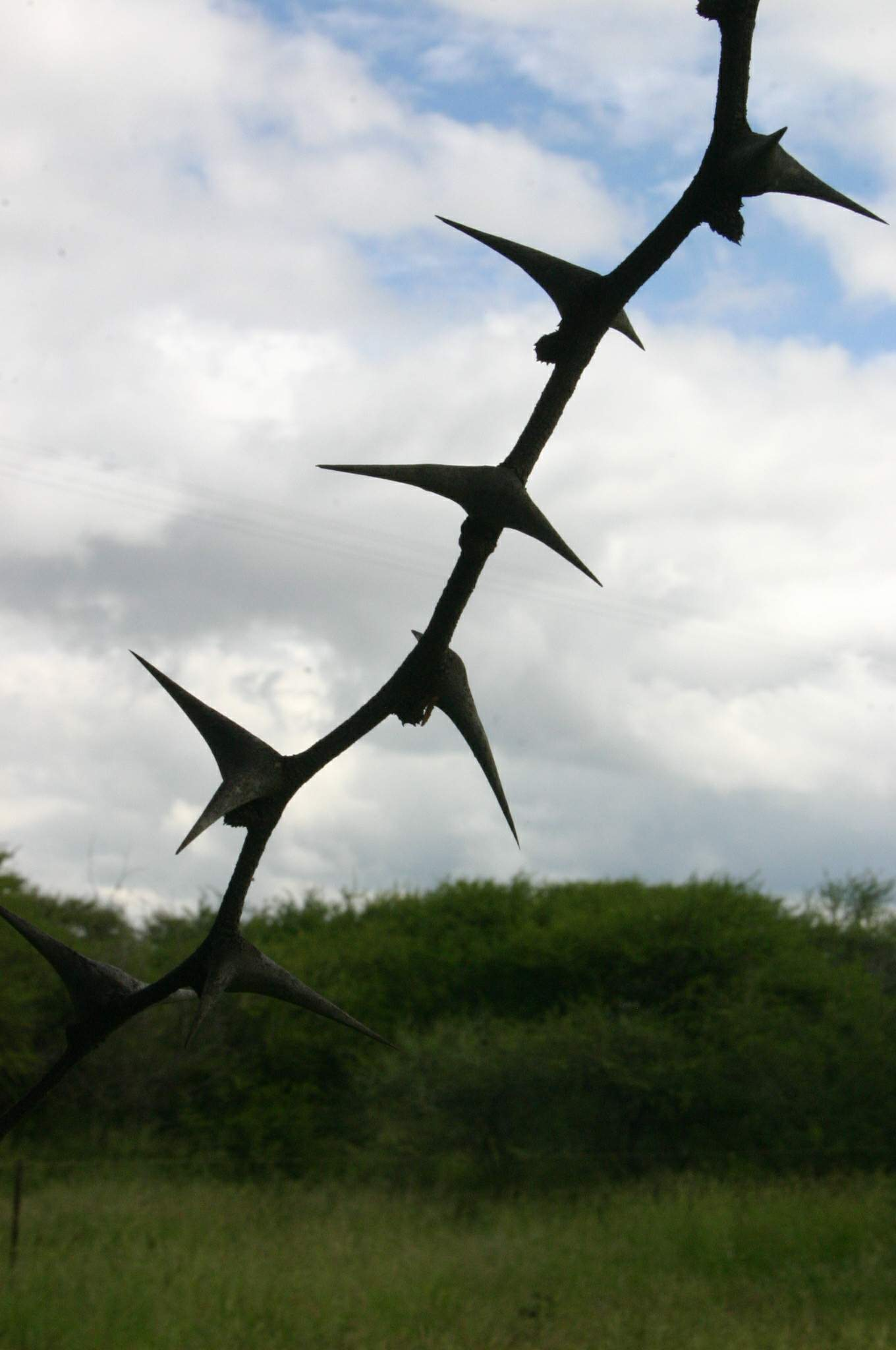
Närbild på trädets taggar
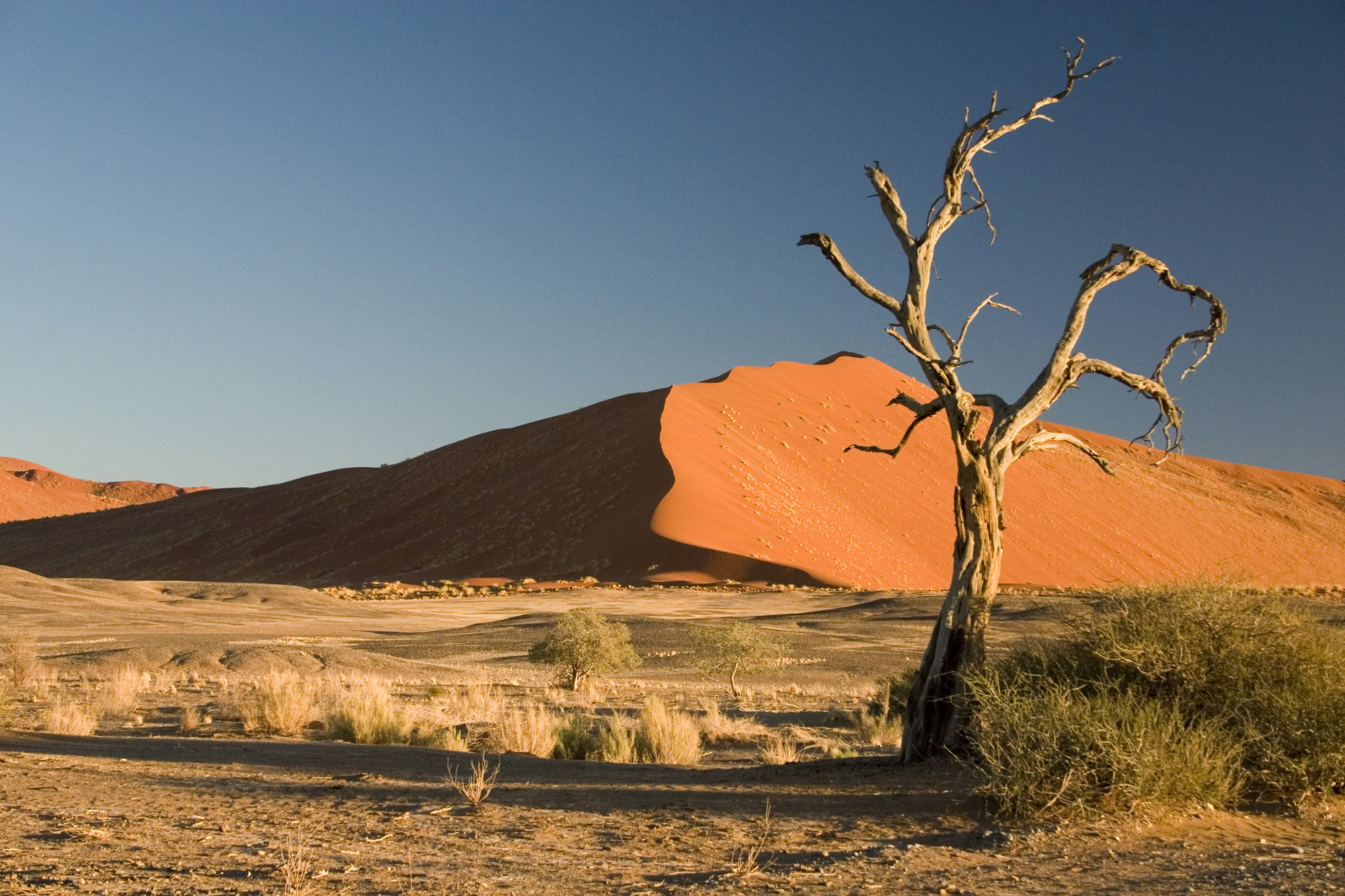
Dött exemplar i Namiböknen